# PGC 10
PGC 10 je eliptična galaksija v ozvezdju Rib. Njen navidezni sij je 15,5m. Od Sonca je oddaljena približno 93,9 milijonov parsekov, oziroma 306,26 milijonov svetlobnih let.